# Werner Falk (Dichter)
Werner Falk (Pseudonym für Werner Klenke; * 10. Mai 1911 in Hannover; † 19. November 1986 ebenda) war ein deutscher Bühnendichter, Lyriker und Privatmusiklehrer.

## Leben und Werk
Der noch zur Zeit des Deutschen Kaiserreichs in Hannover geborene Werner Klenke publizierte später unter seinem Pseudonym Werner Falk insbesondere Dramen. Der Dichter lebte den größten Teil seines Lebens in Letter bei Hannover.
Zu seinen Schriften zählen
- die gemeinsam mit A. Erdmann verfasste Komödie Kommödianten, 1938;
- das gemeinsam mit A. Lederer geschriebene Schauspiel Begegnung mit der Vergangenheit [ohne Jahr];
- das Essay Die Musik und das Lot, 1967[1]